# Артистичне плавання на Чемпіонаті Європи з водних видів спорту 2022 — соло, довільна програма (жінки)
Змагання з артистичного плавання у довільній програмі соло серед жінок на Чемпіонаті Європи з водних видів спорту 2022 відбулись 11 та 14 серпня.

## Результати[3][4]
| Місце | Країна               | Спортсмени      | Попередні змагання | Попередні змагання | Фінал            | Фінал            |
| Місце | Країна               | Спортсмени      | Оцінка             | Місце              | Оцінка           | Місце            |
| ----- | -------------------- | --------------- | ------------------ | ------------------ | ---------------- | ---------------- |
| 1     | Марта Фєдіна         | Україна         | 94.0000            | 1                  | 94.6333          | 1                |
| 2     | Лінда Черруті        | Італія          | 91.3000            | 2                  | 92.1000          | 2                |
| 3     | Васілікі Александрі  | Австрія         | 90.3333            | 4                  | 91.8333          | 3                |
| 4     | Євангелія Платаніоті | Греція          | 91.0667            | 3                  | 90.6000          | 4                |
| 5     | Ев Планекс           | Франція         | 88.1667            | 5                  | 89.0333          | 5                |
| 6     | Марлен Боєр          | Німеччина       | 83.6667            | 6                  | 85.1667          | 6                |
| 7     | Поліна Прікажчікова  | Ізраїль         | 82.4333            | 8                  | 83.8333          | 7                |
| 8     | Ілона Фахрні         | Швейцарія       | 82.5333            | 7                  | 82.8000          | 8                |
| 9     | Робін Сватман        | Велика Британія | 80.7667            | 9                  | 82.1667          | 9                |
| 10    | Марія Алавідзе       | Грузія          | 80.5000            | 10                 | 81.3000          | 10               |
| 11    | Ясмін Вербена        | Сан-Марино      | 80.1333            | 11                 | 81.2000          | 11               |
| 12    | Вікторія Рейчова     | Словаччина      | 77.4667            | 12                 | 78.2333          | 12               |
| 13    | лександра Атанасова  | Болгарія        | 76.1000            | 13                 | Завершили виступ | Завершили виступ |
| 14    | Кароліна Клускова    | Чехія           | 75.5333            | 14                 | Завершили виступ | Завершили виступ |
| 15    | Клара Шілободеч      | Хорватія        | 74.3333            | 15                 | Завершили виступ | Завершили виступ |
| 16    | Сабіна Гунглер       | Угорщина        | 74.2667            | 16                 | Завершили виступ | Завершили виступ |
| 17    | Софія Джіпкович      | Сербія          | 73.6000            | 17                 | Завершили виступ | Завершили виступ |
| 18    | Есе Унгьор           | Туреччина       | 72.3667            | 18                 | Завершили виступ | Завершили виступ |
| 19    | Клара Тернстрем      | Швеція          | 72.1000            | 19                 | Завершили виступ | Завершили виступ |
| 20    | Пінья Кеккі          | Фінляндія       | 71.6667            | 20                 | Завершили виступ | Завершили виступ |
| 21    | Ніка Селяк           | Словенія        | 70.1667            | 21                 | Завершили виступ | Завершили виступ |
| 22    | Ана Кулич            | Мальта          | 68.6000            | 22                 | Завершили виступ | Завершили виступ |